# Discordia (geslacht)
Discordia is een geslacht van vlinders van de familie snuitmotten (Pyralidae), uit de onderfamilie Pyralinae.

## Soorten
- D. basalis Hampson, 1896
- D. evulsa Swinhoe, 1885
- D. sakarahalis Marion & Viette, 1956
- D. seyrigalis Marion & Viette, 1956
- D. siniferalis Hampson, 1896